# Arizona
Pour les articles homonymes, voir Arizona (homonymie).
L'Arizona (/a.ʁi.zo.na/ ; en anglais : /ˌæɹɪˈzoʊnə/ ) est un État de l'Ouest des États-Unis. Sa capitale et plus grande ville est Phoenix. Avec une superficie de 295 254 km2, il est le sixième État américain le plus vaste, et le seizième plus peuplé avec 7 151 502 habitants en 2020. Bordé par la Californie, le Nevada, l'Utah, le Nouveau-Mexique et les États mexicains de la Basse-Californie et du Sonora au sud, l'Arizona est l'un des quatre États des Four Corners. Il fait en outre partie de la Sun Belt (« ceinture du soleil ») qui connaît une forte croissance démographique en raison de l'héliotropisme. Situé au sud des montagnes Rocheuses, l'Arizona est un des États des montagnes. Traversé par le fleuve Colorado, l'État comprend de spectaculaires formations géologiques, telles que le Grand Canyon, Meteor Crater et Monument Valley.
Le territoire est sous souveraineté espagnole à partir du XVIe siècle, en tant que région de la Nouvelle-Espagne. Le Mexique en prend possession en 1821 lors de son indépendance : il devient une partie de la Haute-Californie. En 1848, à l'issue de la guerre américano-mexicaine, les États-Unis annexent l'Arizona, puis agrandissent son territoire en 1853 lors de l'achat Gadsden. Il adhère tardivement à l'Union, le 14 février 1912, et en devient le 48e État. Il est divisé en quinze comtés, et près du quart de son territoire est constitué par vingt-et-une réserves indiennes. Les Navajos et d'autres peuples Apaches y sont majoritaires.
L'État a connu une croissance démographique importante et soutenue au cours du XXe siècle : il ne comptait que 750 000 habitants en 1950 et a vu sa population multipliée par sept en soixante ans. La ville de Tucson, située à une centaine de kilomètres de la frontière mexicaine, a ainsi accueilli d'importants flux migratoires. En 2010, l'État de l'Arizona avait la quatrième plus forte proportion d'Hispaniques après le Nouveau-Mexique (46,30 %), le Texas (37,62 %) et la Californie (37,62 %) ainsi que le troisième plus grand nombre d'Amérindiens.
Une grande partie de l'État est constituée de paysages désertiques, dans lesquels furent tournés de nombreux westerns. L'Arizona est un État très touristique, comprenant trois parcs nationaux (Grand Canyon, Saguaro, Petrified Forest) et plusieurs monuments nationaux américains (Sunset Crater Volcano, Rainbow Bridge, Montezuma Castle).
L'État a longtemps été un bastion électoral du Parti républicain mais le Parti démocrate y gagne en popularité dans les années 2010 ; l'Arizona est maintenant considéré comme étant un swing state. La ville de Phoenix accueille également l'une des équipes de la NBA, les Suns de Phoenix. Par ailleurs, la peine de mort y est en vigueur.

## Origine du nom
L'étymologie du nom Arizona n'est pas certaine. Certains historiens soutiennent une dérivation de la formule espagnole zona árida/árida zona, raccourcie en arizona ; d'autres, comme Marshall Trimble, y voient l'expression basque aritz ona, signifiant « beau temps » ; enfin, on trouve dans la langue uto-aztèque O'odham la phrase alĭ ṣonak, « petite source »,,. Le nom Arizonac désignait au départ les alentours de la mine d'argent de Planchas de Plata, dans le Sonora ; plus tard, devenant Arizona, il s'étendit au territoire tout entier, avant de prendre son acception actuelle. En navajo, l'État s'appelle Hoozdo Hahoodzo et Alĭ ṣonak en o'odham.

## Histoire
Les Amérindiens étaient les premiers habitants de la région. Certaines cultures se sont éteintes et ont laissé des vestiges archéologiques comme les Sinaguas, dans la région de Sedona.
L'Arizona a été découvert et exploré par Estevanico « black Stephen », explorateur et interprète espagnol, esclave nord-africain originaire d'Azemmour au Maroc, et éclaireur de l'expédition de Marcos de Niza en 1539. Le père Eusebio Chini (Eusebio Kino) y a établi des écoles chrétiennes dans les dernières années du XVIIe siècle et les premières années du XVIIIe. L'Espagne y exerçait sa puissance coloniale jusqu'à l'indépendance du Mexique en 1821.
Les États-Unis ont pris l'Arizona au Mexique après la guerre américano-mexicaine en 1848. Le 14 février 1912, l'Arizona est devenu le 48e État de l'Union américaine.
En 1871, un détachement venu de Tucson attaque 300 Amérindiens, dont une grande majorité de femmes et d'enfants, qui travaillaient aux champs à Camp Grant ; 118 femmes et 8 hommes sont tués, tandis que 30 enfants capturés seront vendus comme esclaves au Mexique. Le président Grant ordonna l'arrestation des coupables mais le jury, exclusivement constitué de Blancs, estima que tuer des Amérindiens, qui pouvaient s’avérer dangereux, n'était pas un meurtre. Aussi, les coupables furent relâchés. Ce sentiment anti-Amérindien était assez largement partagé, notamment dans la presse ; le journal de Denver écrit « Nous les félicitons d'avoir signé un traité de paix définitif avec tant d'Indiens et regrettons seulement que le nombre de ces derniers n'ait pas été le double. Camp Grant s'inscrit dans la glorieuse liste des Sand Creek et des Washita qui font l'honneur de l'histoire de l'Ouest. »

## Géographie

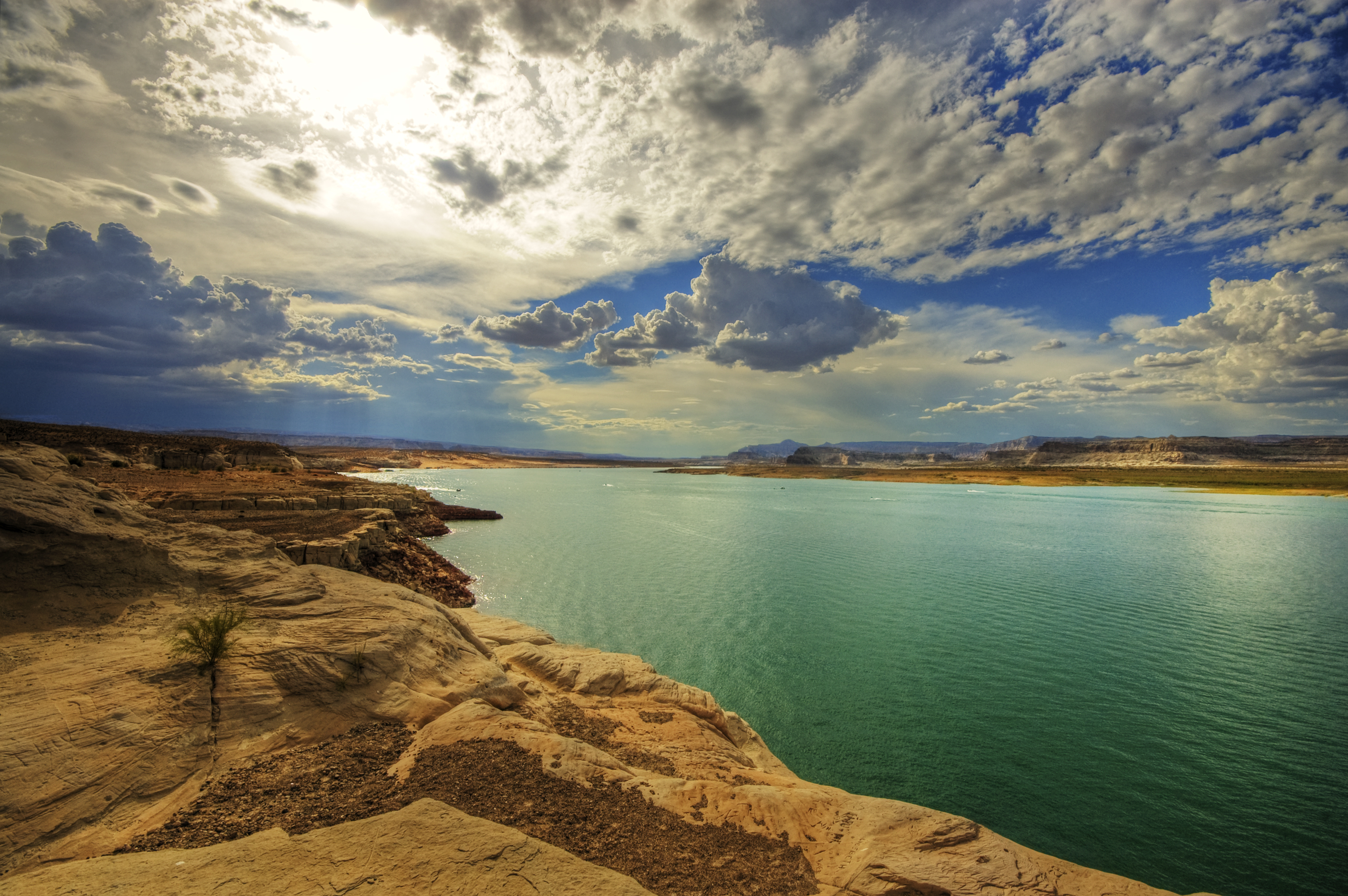
Le lac Powell, à la frontière avec l'Utah.

D'une surface de 295 260 km2, l'Arizona est peuplé de 7 278 717 habitants (2019). L'État est connu pour ses paysages désertiques riches en plantes xérophytes comme le cactus, et son climat qui présente des étés très chauds et des hivers doux. Mais l'Arizona est aussi composé du plateau du Colorado et de ses forêts de pin, dans la portion nord-centre de l'État. Comme les autres États du sud-ouest, l'Arizona est une région au relief accidenté, dont plus de la moitié de la superficie est composée de montagnes et de plateaux, dont la formation remonte au volcanisme préhistorique.
Les principaux cours d'eau sont le Colorado, fleuve qui a creusé le Grand Canyon, la rivière Gila et la rivière Salée.

## Subdivisions administratives

### Comtés
L'État de l'Arizona est divisé en 15 comtés.

### Agglomérations

#### Aires métropolitaines et micropolitaines
Le Bureau de la gestion et du budget a défini sept aires métropolitaines et quatre aires micropolitaines dans l'État de l'Arizona.
| Zone urbaine                 | Population (2010) | Population (2013) | Variation (2010-2013) | Rang national (2013) |
| ---------------------------- | ----------------- | ----------------- | --------------------- | -------------------- |
| Phoenix-Mesa-Scottsdale, AZ  | 4 192 887         | 4 398 762         | 4,9 %                 | 12                   |
| Tucson, AZ                   | 980 263           | 996 544           | 1,7 %                 | 53                   |
| Prescott, AZ                 | 211 033           | 215 133           | 1,9 %                 | 201                  |
| Lake Havasu City-Kingman, AZ | 200 186           | 203 030           | 1,4 %                 | 212                  |
| Yuma, AZ                     | 195 750           | 201 201           | 2,8 %                 | 214                  |
| Flagstaff, AZ                | 134 418           | 136 539           | 1,6 %                 | 292                  |
| Sierra Vista-Douglas, AZ     | 131 346           | 129 473           | -1,4 %                | 304                  |

| Zone urbaine | Population (2010) | Population (2013) | Variation (2010-2013) | Rang national (2013) |
| ------------ | ----------------- | ----------------- | --------------------- | -------------------- |
| Show Low, AZ | 107 449           | 107 322           | -0,1 %                | 18                   |
| Payson, AZ   | 53 597            | 53 053            | -1,0 %                | 186                  |
| Nogales, AZ  | 47 420            | 46 768            | -1,4 %                | 235                  |
| Safford, AZ  | 37 220            | 37 482            | 0,7 %                 | 345                  |

En 2010, 98,4 % des Arizoniens résidaient dans une zone à caractère urbain, dont 94,6 % dans une aire métropolitaine et 3,8 % dans une aire micropolitaine. L'aire métropolitaine de Phoenix-Mesa-Scottsdale regroupait à elle seule 65,6 % de la population de l'État.

#### Aires métropolitaines combinées
Le Bureau de la gestion et du budget a également défini deux aires métropolitaines combinées dans ou en partie dans l'État de l'Arizona.
| Zone urbaine               | Population (2010)   | Population (2013)   | Variation (2010-2013) | Rang national (2013) |
| -------------------------- | ------------------- | ------------------- | --------------------- | -------------------- |
| Tucson-Nogales, AZ         | 1 027 683           | 1 043 322           | 1,5 %                 | 53                   |
| Las Vegas-Henderson, NV-AZ | 200 186 (2 195 401) | 203 030 (2 273 195) | 1,4 % (3,5 %)         | (27)                 |

### Municipalités
L'État de l'Arizona compte 91 municipalités, dont 21 de plus de 40 000 habitants.

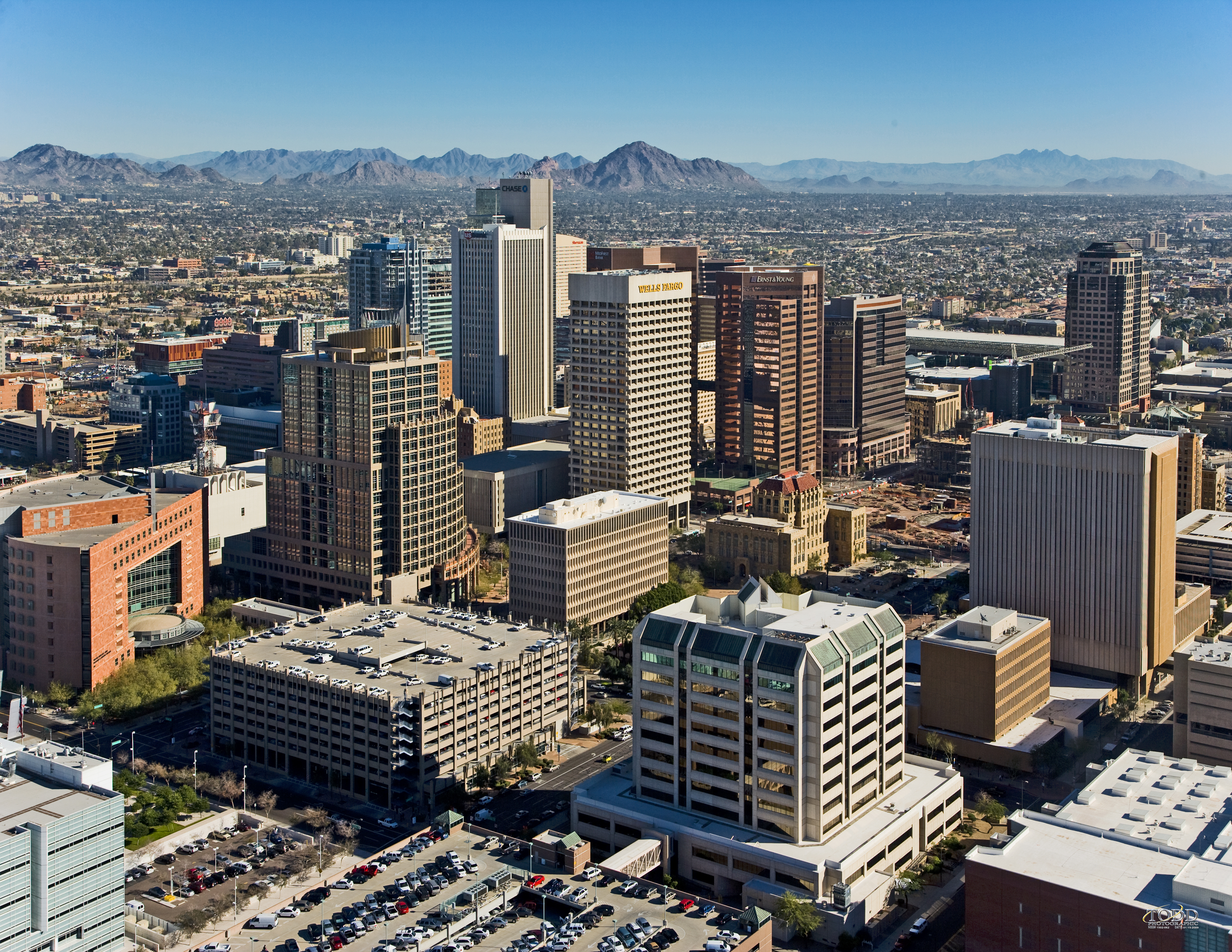
Phoenix, capitale de l'Arizona.

| Rang | Municipalité     | Comté    | Population (2010) | Population (2013) | Variation (2010-2013) |
| ---- | ---------------- | -------- | ----------------- | ----------------- | --------------------- |
| 1    | Phoenix          | Maricopa | 1 445 632         | 1 513 367         | 4,7 %                 |
| 2    | Tucson           | Pima     | 520 116           | 526 116           | 1,2 %                 |
| 3    | Mesa             | Maricopa | 439 041           | 457 587           | 4,2 %                 |
| 4    | Chandler         | Maricopa | 236 123           | 249 146           | 5,5 %                 |
| 5    | Glendale         | Maricopa | 226 721           | 234 632           | 3,5 %                 |
| 6    | Gilbert          | Maricopa | 208 453           | 229 972           | 10,3 %                |
| 7    | Scottsdale       | Maricopa | 217 385           | 226 918           | 4,4 %                 |
| 8    | Tempe            | Maricopa | 161 719           | 168 228           | 4,0 %                 |
| 9    | Peoria           | Maricopa | 154 065           | 162 592           | 5,5 %                 |
| 10   | Surprise         | Maricopa | 117 517           | 123 546           | 5,1 %                 |
| 11   | Yuma             | Yuma     | 93 064            | 91 923            | -1,2 %                |
| 12   | Avondale         | Maricopa | 76 238            | 78 822            | 3,4 %                 |
| 13   | Goodyear         | Maricopa | 65 275            | 72 864            | 11,6 %                |
| 14   | Flagstaff        | Coconino | 65 870            | 68 667            | 4,2 %                 |
| 15   | Buckeye          | Maricopa | 50 876            | 56 683            | 11,4 %                |
| 16   | Lake Havasu City | Mohave   | 52 527            | 52 844            | 0,6 %                 |
| 17   | Casa Grande      | Pinal    | 48 571            | 50 111            | 3,2 %                 |
| 18   | Maricopa         | Pinal    | 43 482            | 45 508            | 4,7 %                 |
| 19   | Sierra Vista     | Cochise  | 43 888            | 45 129            | 2,8 %                 |
| 20   | Oro Valley       | Pima     | 41 011            | 41 627            | 1,5 %                 |
| 21   | Prescott         | Yavapai  | 39 843            | 40 590            | 1,9 %                 |

Les municipalités de Phoenix, de Tucson et de Mesa étaient respectivement les 6e, 33e et 38e municipalités les plus peuplées des États-Unis en 2013.

## Démographie

### Population

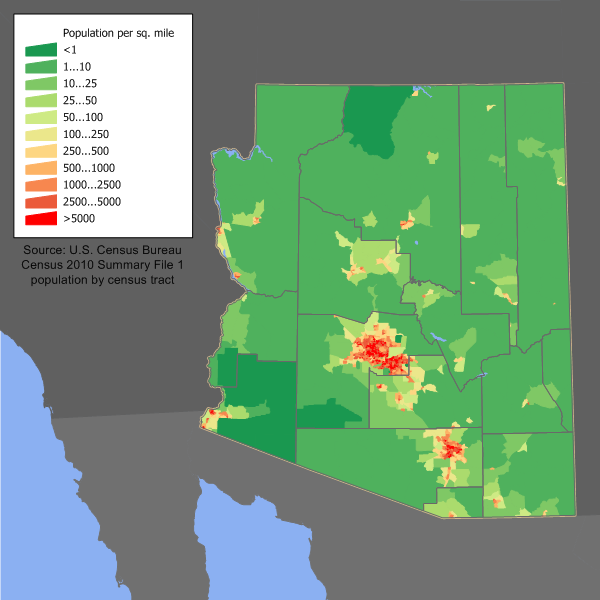
Densités de population en 2010 (en mille carré).

Le Bureau du recensement des États-Unis estime la population de l'Arizona à 7 151 702 habitants lors du recensement des États-Unis de 2020, soit une hausse de 11,90 % depuis le recensement des États-Unis de 2010 qui tablait la population à 6 392 017 habitants. Depuis 2010, l'État connaît la 8e croissance démographique la plus soutenue des États-Unis.
Selon des projections démographiques publiées par l’AARP, l'Arizona devrait atteindre une population de 9 354 965 habitants en 2060 si les tendances démographiques actuelles se poursuivent, soit une hausse de 46,0 % par rapport à 2010.
Avec 6 392 017 habitants en 2010, l'Arizona était le 16e État le plus peuplé des États-Unis. Sa population comptait pour 2,07 % de la population du pays. Le centre démographique de l'État était localisé dans l'est du comté de Maricopa dans la ville de Mesa.
Avec 21,73 hab./km2 en 2010, l'Arizona était le 33e État le plus dense des États-Unis.
Le taux d'urbains était de 89,8 % et celui de ruraux de 10,2 %.
En 2010, le taux de natalité s'élevait à 13,7 ‰ (13,2 ‰ en 2012) et le taux de mortalité à 7,3 ‰ (7,6 ‰ en 2012). L'indice de fécondité était de 2,07 enfants par femme (2,00 en 2012). Le taux de mortalité infantile s'élevait à 6,0 ‰ (5,8 ‰ en 2012). La population était composée de 25,49 % de personnes de moins de 18 ans, 9,91 % de personnes entre 18 et 24 ans, 26,27 % de personnes entre 25 et 44 ans, 24,54 % de personnes entre 45 et 64 ans et 13,80 % de personnes de 65 ans et plus. L'âge médian était de 35,9 ans.
Entre 2010 et 2013, l'accroissement de la population (+ 234 609) était le résultat d'une part d'un solde naturel positif (+ 121 237) avec un excédent des naissances (280 500) sur les décès (159 263), et d'autre part d'un solde migratoire positif (+ 109 506) avec un excédent des flux migratoires internationaux (+ 34 802) et un excédent des flux migratoires intérieurs (+ 74 704).
Selon des estimations de 2013, 85,3 % des Arizoniens étaient nés dans un État fédéré, dont 38,7 % dans l'État de l'Arizona et 46,6 % dans un autre État (16,6 % dans l'Ouest, 15,8 % dans le Midwest, 7,2 % dans le Sud, 7,0 % dans le Nord-Est), 1,2 % étaient nés dans un territoire non incorporé ou à l'étranger avec au moins un parent américain et 13,5 % étaient nés à l'étranger de parents étrangers (64,3 % en Amérique latine, 18,0 % en Asie, 9,0 % en Europe, 5,0 % en Amérique du Nord, 3,2 % en Afrique, 0,5 % en Océanie). Parmi ces derniers, 38,2 % étaient naturalisés américain et 61,8 % étaient étrangers,.
Selon des estimations de 2012 effectuées par le Pew Hispanic Center, l'État comptait 300 000 immigrés illégaux, soit 4,6 % de la population. Cela représentait la 6e proportion la plus importante du pays.

### Composition ethno-raciale et origines ancestrales
Selon le recensement des États-Unis de 2010, la population de l'État était composée de Blancs pour 73,01 % (4 667 121 personnes), d'Amérindiens pour 4,64 % (296 529 personnes, principalement des Navajos pour 2,06 %), de Noirs pour 4,05 % (259 008 personnes), de Métis pour 3,42 % (218 300 personnes), d'Asiatiques pour 2,76 % (176 695 personnes, dont 0,56 % d'Indiens, 0,55 % de Philippins, 0,51 % de Chinois), d'Océaniens pour 0,20 % (12 648 personnes), enfin de 761 716 personnes (11,92 %) n'entrant dans aucune de ces catégories.
Les Métis se décomposaient entre ceux revendiquant deux races (3,18 %), principalement blanche et autre (0,97 %), blanche et asiatique (0,56 %), blanche et noire (0,55 %) et blanche et amérindienne (0,54 %), et ceux revendiquant trois races ou plus (0,24 %).
Les non-hispaniques représentaient 4 496 868 personnes, soit 70,35 % de la population de l'État, dont : 57,82 % Blancs (3 695 647 personnes), 4,03 % Amérindiens (257 426 personnes), 3,74 % Noirs (239 101 personnes), 2,67 % Asiatiques (170 509 personnes), 1,79 % Métis (114 631 personnes), 0,17 % Océaniens (10 959 personnes), enfin 8 595 personnes (0,13 %) n'entrant dans aucune de ces catégories, tandis que les Hispaniques comptaient pour 29,65 % de la population (1 895 149 personnes), principalement des personnes originaires du Mexique (25,93 %) et de Porto Rico (0,54 %).
En 2010, l'État de l'Arizona avait la 4e plus forte proportion d'Hispaniques après le Nouveau-Mexique (46,30 %), le Texas (37,62 %) et la Californie (37,62 %) ainsi que la 7e plus forte proportion d'Amérindiens et la 9e plus forte proportion d'Océaniens des États-Unis. A contrario, l'État avait la 8e plus faible proportion de Blancs non hispaniques des États-Unis.
L'État comptait également le 3e plus grand nombre d'Amérindiens après la Californie (362 801 personnes) et l'Oklahoma (321 687 personnes), ainsi que le 6e plus grand nombre d'Hispaniques et le 8e plus grand nombre d'Océaniens des États-Unis.
|                                         | 1940  | 1950  | 1960  | 1970  | 1980  | 1990  | 2000  | 2010  |
| --------------------------------------- | ----- | ----- | ----- | ----- | ----- | ----- | ----- | ----- |
| Blancs                                  | 85,48 | 87,32 | 89,81 | 90,63 | 82,44 | 80,85 | 75,50 | 73,01 |
| ———Non hispaniques                      |       |       |       |       | 74,54 | 71,65 | 63,82 | 57,82 |
| Amérindiens                             | 11,03 | 8,77  | 6,40  | 5,41  | 5,62  | 5,55  | 4,99  | 4,64  |
| ———Non hispaniques                      |       |       |       |       |       | 5,19  | 4,55  | 4,03  |
| Noirs                                   | 3,00  | 3,47  | 3,33  | 3,01  | 2,76  | 3,02  | 3,10  | 4,05  |
| ———Non hispaniques                      |       |       |       |       |       | 2,86  | 2,92  | 3,74  |
| Asiatiques (et Océaniens jusqu'en 1980) | 0,48  | 0,43  | 0,41  | 0,48  | 0,81  | 1,41  | 1,80  | 2,76  |
| ———Non hispaniques                      |       |       |       |       |       |       | 1,74  | 2,67  |
| Autres                                  |       | 0,01  | 0,05  | 0,47  | 8,37  | 9,18  | 14,61 | 15,54 |
| ———Non hispaniques                      |       |       |       |       |       |       | 1,72  | 2,09  |
| Hispaniques (tous peuples confondues)   |       |       |       |       | 16,21 | 18,78 | 25,25 | 29,65 |

En 2013, le Bureau du recensement des États-Unis estime la part des non hispaniques à 69,7 %, dont 56,6 % de Blancs, 4,0 % de Noirs, 3,9 % d'Amérindiens, 2,8 % d'Asiatiques et 2,1 % de Métis, et celle des Hispaniques à 30,3 %.
L'Arizona connaît depuis le début des années 1970 une baisse continue de la part de la population blanche non hispanique au sein de la population totale, marquée fortement depuis le début des années 1990 en raison notamment d'une immigration importante en provenance du Mexique et de l'Asie, d’un âge médian plus élevé (44,5 ans) que les autres populations (25,4 ans pour les Hispaniques, 27,2 ans pour les Amérindiens, 30,0 ans pour les Noirs, 34,4 ans pour les Asiatiques), d'une natalité plus faible (9,3 ‰ en 2010) que les autres populations (20,8 ‰ pour les Hispaniques, 17,3 ‰ pour les Amérindiens, 14,5 ‰ pour les Noirs, 12,1 ‰ pour les Asiatiques) et d'une augmentation substantielle des unions mixtes.
En 2010, les Blancs non hispaniques ne représentaient plus que 39,6 % des enfants de moins de 5 ans (44,9 % pour les Hispaniques, 5,1 % pour les Amérindiens, 3,9 % pour les Noirs, 3,8 % pour les Métis et 2,4 % pour les Asiatiques) et 39,1 % des enfants de moins de 1 an (45,0 % pour les Hispaniques, 5,1 % pour les Amérindiens, 4,1 % pour les Métis, 4,0 % pour les Noirs et 2,4 % pour les Asiatiques).
Selon des projections démographiques publiées par l’AARP, les Blancs non hispaniques constitueront 39,0 % de la population de l’État en 2060 si les tendances démographiques actuelles se poursuivent.
En 2000, les Arizoniens s'identifiaient principalement comme étant d'origine mexicaine (20,8 %), allemande (15,6 %), anglaise (10,4 %), irlandaise (10,2 %), américaine (4,7 %) et italienne (4,4 %).
L'État abrite la 13e communauté juive des États-Unis. Selon le North American Jewish Data Bank, l'État comptait 106 300 Juifs en 2013 (21 000 en 1971), soit 1,6 % de la population. Ils se concentraient principalement dans les agglomérations de Phoenix-Mesa-Scottsdale (82 900) et Tucson (21 400).
L'État abrite également la 13e communauté arabe des États-Unis. Selon des estimations du Bureau du recensement des États-Unis, l’État comptait 32 157 Arabes en 2013, soit 0,5 % de la population, principalement des Libanais (8 504) et des Iraquiens (3 680). Ils se concentraient principalement dans les agglomérations de Phoenix-Mesa-Scottsdale (24 994) et Tucson (4 369).
L’État abritait en 2013 une population noire assez homogène, composée principalement de descendants d’esclaves déportés sur le sol américain entre le début du XVIIe siècle et le début du XIXe siècle (76,3 %) mais aussi d’Africains subsahariens (14,3 %), d’Hispaniques (5,3 %) et de Caribéens non hispaniques (4,1 %).
Le Bureau du recensement des États-Unis estimait le nombre d’Africains subsahariens à 39 784, soit 0,6 % de la population, principalement des Éthiopiens (4 231), des Somaliens (3 906) et des Nigérians (3 390) concentrés principalement dans les agglomérations de Phoenix-Mesa-Scottsdale (29 890) et Tucson (8 593).
Le nombre de Caribéens non hispaniques était quant à lui estimé à 11 423, soit 0,2 % de la population, principalement des Jamaïcains (4 169), des Haïtiens (1 827) et des Trinidadiens (1 461) concentrés principalement dans l'agglomération de Phoenix-Mesa-Scottsdale (9 428).
Les Hispaniques étaient essentiellement originaires du Mexique (87,5 %). Composée à 51,3 % de Blancs, 5,5 % de Métis, 2,1 % d'Amérindiens, 1,1 % de Noirs, 0,3 % d'Asiatiques, 0,1 % d'Océaniens et 39,7 % de personnes n'entrant dans aucune de ces catégories, la population hispanique représentait 47,5 % des Métis, 20,8 % des Blancs, 13,4 % des Océaniens, 13,2 % des Amérindiens, 7,7 % des Noirs, 3,5 % des Asiatiques et 98,9 % des personnes n'entrant dans aucune de ces catégories.
L'État avait la 4e plus forte proportion de personnes originaires du Mexique (25,93 %) et la 7e plus forte proportion de personnes originaires d'Espagne (0,34 %).
L'État comptait également le 3e plus grand nombre de personnes originaires du Mexique (1 657 668) et le 8e plus grand nombre de personnes originaires d'Espagne (21 561).
Les Amérindiens s'identifiaient principalement comme étant Navajos (44,3 %), Apaches (8,4 %), Pimas (6,6 %), Tohono O'odham (5,7 %), Yaquis (4,8 %) et Hopis (3,3 %).
Les Asiatiques s'identifiaient principalement comme étant Indiens (20,4 %), Philippins (19,8 %), Chinois (18,3 %), Viêts (13,7 %), Coréens (8,5 %) et Japonais (5,2 %).
L'État avait la 10e plus forte proportion de Philippins (0,55 %).
Les Océaniens s'identifiaient principalement comme étant Hawaïens (30,3 %), Chamorros (20,9 %), Samoans (15,8 %), Tongiens (9,8 %) et Marshallais (4,7 %).
Les Métis se décomposaient entre ceux revendiquant deux races (93,0 %), principalement blanche et autre (28,4 %), blanche et asiatique (16,3 %), blanche et noire (16,2 %) et blanche et amérindienne (15,8 %), et ceux revendiquant trois races ou plus (7,0 %).

### Concentrations communautaires
Les Hispaniques se concentraient principalement dans les agglomérations de Phoenix-Mesa-Scottsdale (65,2 %), dont 59,6 % dans le seul comté de Maricopa et 31,1 % dans la seule ville de Phoenix, et Tucson (17,9 %), dont 11,4 % dans la seule ville de Tucson. Très implantés dans le sud de l'État à la frontière avec le Mexique, ils étaient majoritaires dans les comtés de Santa Cruz (82,8 %) et Yuma (59,7 %) et constituaient une part significative de la population dans les comtés de Greenlee (47,9 %), Pima (34,6 %), Cochise (32,4 %), Graham (30,4 %), Maricopa (29,6 %) et Pinal (28,5 %).
Les Amérindiens se concentraient principalement dans les réserves indiennes de l'État (54,7 %), dont 32,8 % dans la réserve de la Nation Navajo, ainsi que dans la partie de l'agglomération de Phoenix-Mesa-Scottsdale non intégrée aux réserves indiennes de Gila River, Salt River, de la Nation Tohono O'odham, de la Nation Fort McDowell Yavapai et Maricopa (Ak Chin) (27,4 %) et dans la partie de l'agglomération de Tucson non intégrée aux réserves indiennes de la Nation Tohono O'odham et Pascua Pueblo Yaqui (7,2 %). Très implantés dans le nord de l'État, ils étaient majoritaires dans le comté d'Apache (72,9 %) et constituaient une part significative de la population dans les comtés de Navajo (43,4 %), Coconino (27,3 %), Gila (14,8 %), Graham (14,4 %) et La Paz (12,8 %).
Les Noirs se concentraient principalement dans les agglomérations de Phoenix-Mesa-Scottsdale (80,2 %), dont 73,6 % dans le seul comté de Maricopa et 37,3 % dans la seule ville de Phoenix, et Tucson (13,4 %), dont 10,0 % dans la seule ville de Tucson.
Les Asiatiques se concentraient principalement dans les agglomérations de Phoenix-Mesa-Scottsdale (78,5 %), dont 74,8 % dans le seul comté de Maricopa et 25,8 % dans la seule ville de Phoenix, et Tucson (14,6 %).

### Langues
L'anglais est la langue officielle de l'État depuis 2006.
Selon l'American Community Survey, pour la période 2012-2016, 73,12 % de la population âgée de plus de 5 ans déclare parler anglais à la maison, alors que 20,43 % déclare parler l'espagnol, 1,31 % le navajo, 0,48 % une langue chinoise, 0,42 % une autre langue amérindienne, 0,38 % le tagalog, 0,37 % le vietnamien, 0,37 % l'arabe, 0,34 % l'allemand et 2,78 % une autre langue.

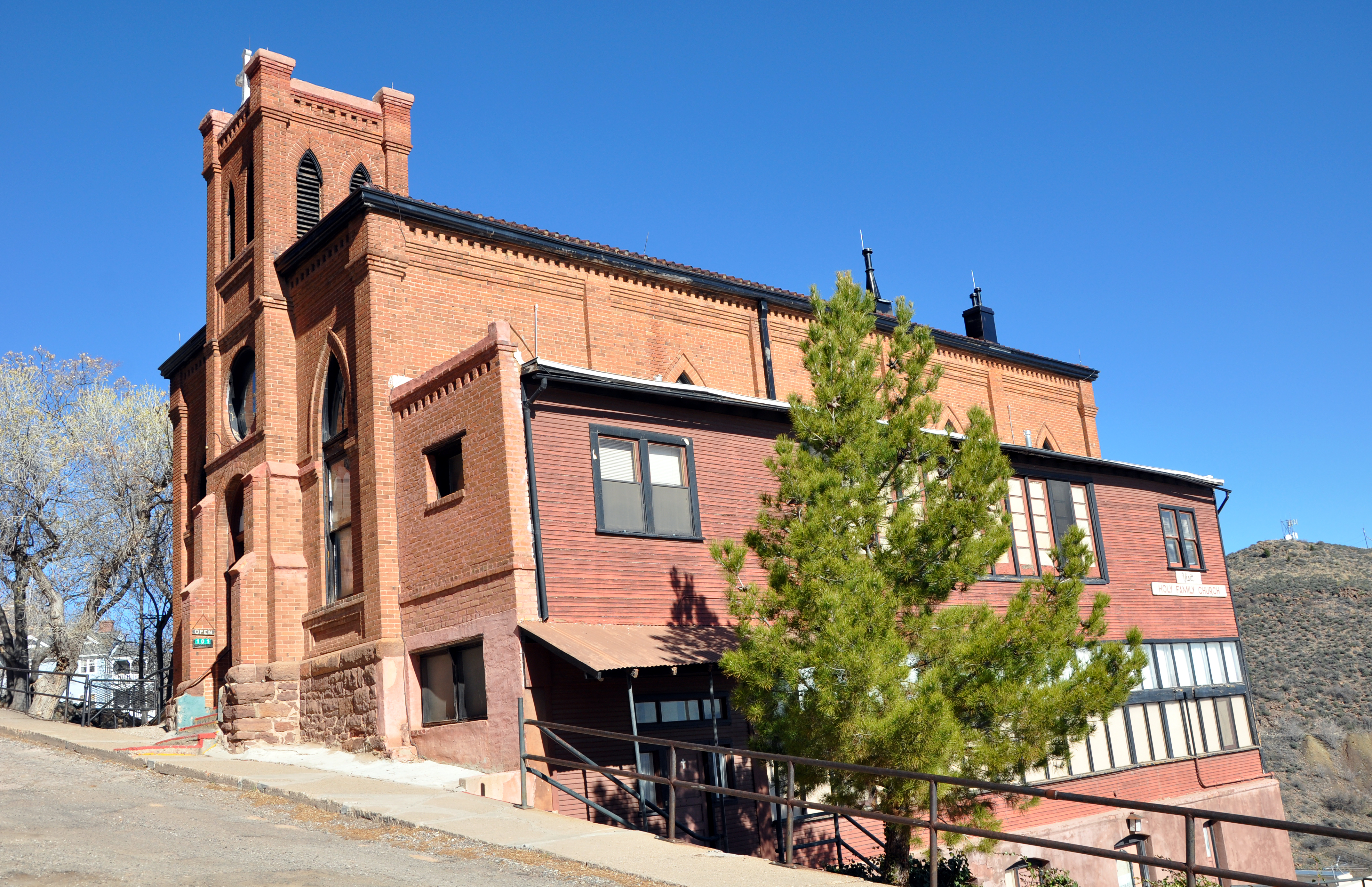
L'église catholique Holy Family à Jerome en Arizona.

### Religions
Selon une enquête annuelle effectuée par l'institut The Gallup Organization en 2013, 35,6 % des Arizoniens se considéraient comme « très religieux », soit 5,8 points de moins que la moyenne nationale (41,4 %), 29,1 % comme « modérément religieux » et 35,3 % comme « non religieux », soit 5,9 points de plus que la moyenne nationale (29,4 %). 41,8 % des Arizoniens s'identifiaient comme protestants, 27,1 % comme catholiques, 19,6 % sans appartenance religieuse et 11,5 % avec une autre religion.
Selon le rapport de l'Association of Religion Data Archives (ARDA) de 2010, l'Arizona comptait 930 702 adhérents à l'Église catholique (14,6 %), 762 376 adhérents aux Églises évangéliques (11,9 %) dont 126 830 à la Convention baptiste du Sud (2,0 %) et 123 713 aux Assemblées de Dieu (1,9 %), 392 918 adhérents à l'Église de Jésus-Christ des saints des derniers jours (6,1 %), 171 792 adhérents aux Églises protestantes traditionnelles (2,7 %), 16 233 adhérents aux Églises orthodoxes (0,3 %), 12 473 adhérents aux Églises afro-américaines (0,2 %), 93 434 adhérents à une autre religion (1,5 %) et 4 012 089 non-adhérents à une religion (62,8 %). Selon ce rapport, l'Arizona avait la 5e plus forte proportion de mormons des États-Unis après l'Utah (69,1 %), l'Idaho (26,1 %), le Wyoming (11,1 %) et le Nevada (6,5 %).
Selon une enquête effectuée par l'institut The Gallup Organization en 2009, l'Arizona comptait 46,5 % de protestants, 24,7 % de catholiques, 17,2 % de personnes sans appartenance religieuse, 5,5 % de mormons et 1,3 % de juifs. Selon cette enquête, l'Arizona avait la 4e plus forte proportion de mormons des États-Unis après l'Utah (60,8 %), l'Idaho (19,3 %) et le Wyoming (10,1 %).
Selon une enquête effectuée par le Pew Forum on Religion & Public Life en 2008, l'Arizona comptait 40 % de protestants dont 23 % d'évangéliques, 15 % de traditionnels et 2 % de noirs, 25 % de catholiques, 22 % de personnes sans appartenance religieuse, 4 % de mormons, 1 % de juifs, 1 % de bouddhistes, 1 % de Témoins de Jéhovah et 4 % de personnes avec une autre religion.
Selon une enquête effectuée par l'American Religious Identification Survey (ARIS) en 2008, l'Arizona comptait 73 % de chrétiens dont 29 % de catholiques, 8 % de baptistes, 4 % de luthériens et 2 % de méthodistes, 17 % de personnes sans appartenance religieuse et 5 % de personnes avec une autre religion.
Selon l'United States Conference of Catholics Bishops (USCCB), les catholiques représentaient 16,2 % de la population en 2008.
Selon des estimations effectuées par le docteur en Géographie John R. Weeks de l'université d'État de San Diego, l'État comptait 0,7 % de Musulmans en 2000.

## Réserves indiennes
Le gouvernement fédéral a défini vingt-et-une réserves indiennes dans ou en partie dans l'État de l'Arizona.
| Réserve indienne                                                     | Population (2010) | Superficie totale (km²) | Superficie terrestre (km²) | Superficie des eaux (km²) | Densité (hab./km²) | Amérindiens (2010) | Tribu(s) principale(s)                                                            |
| -------------------------------------------------------------------- | ----------------- | ----------------------- | -------------------------- | ------------------------- | ------------------ | ------------------ | --------------------------------------------------------------------------------- |
| Cocopah Reservation, AZ                                              | 817               | 26,08                   | 26,00                      | 0,08                      | 31,4               | 520                |                                                                                   |
| Colorado River Indian Reservation, AZ-CA                             | 7 077 (8 764)     | 1 202,12                | 1 184,44                   | 17,68                     | 7,4                | 2 414 (2 469)      | Tribus indiennes de la Colorado River (53,9 %), Quechans (9,3 %), Navajos (6,4 %) |
| Fort Apache Reservation, AZ                                          | 13 409            | 6 814,81                | 6 799,30                   | 15,51                     | 2,0                | 12 870             | Apaches (88,2 %)                                                                  |
| Fort McDowell Yavapai Nation Reservation, AZ                         | 971               | 100,90                  | 99,97                      | 0,93                      | 9,7                | 852                |                                                                                   |
| Fort Mojave Reservation and Off-Reservation Trust Land, AZ-CA-NV     | 1 004 (1 477)     | 136,53                  | 133,54                     | 2,99                      | 11,1               | 405 (608)          |                                                                                   |
| Fort Yuma Indian Reservation, CA-AZ                                  | 8 (2 197)         | 182,19                  | 178,58                     | 3,61                      | 12,3               | 2 (1 346)          | Quechans (80,4 %)                                                                 |
| Gila River Indian Reservation, AZ                                    | 11 712            | 1 512,57                | 1 511,63                   | 0,94                      | 7,7                | 10 845             | Pimas (86,5 %)                                                                    |
| Havasupai Reservation, AZ                                            | 465               | 714,40                  | 714,40                     | 0                         | 0,7                | 436                |                                                                                   |
| Hopi Reservation and Off-Reservation Trust Land, AZ                  | 7 185             | 6 560,75                | 6 558,34                   | 2,41                      | 1,1                | 6 857              | Hopis (75,4 %), Navajos (10,3 %)                                                  |
| Hualapai Indian Reservation and Off-Reservation Trust Land, AZ       | 1 335             | 4 155,84                | 4 147,72                   | 8,12                      | 0,3                | 1 264              | Quechans (82,0 %)                                                                 |
| Kaibab Indian Reservation, AZ                                        | 240               | 491,45                  | 491,43                     | 0,02                      | 0,5                | 203                |                                                                                   |
| Maricopa (Ak Chin) Indian Reservation, AZ                            | 1 001             | 84,90                   | 84,90                      | 0                         | 11,8               | 726                |                                                                                   |
| Navajo Nation Reservation and Off-Reservation Trust Land, AZ-NM-UT   | 101 835 (173 667) | 62 564,24               | 62 495,20                  | 69,04                     | 2,8                | 97 349 (166 824)   | Navajos (91,9 %)                                                                  |
| Pascua Pueblo Yaqui Reservation, AZ                                  | 3 484             | 7,41                    | 7,41                       | 0                         | 470,2              | 3 154              | Yaquis (86,9 %)                                                                   |
| Salt River Reservation, AZ                                           | 6 289             | 220,19                  | 213,11                     | 7,08                      | 29,5               | 4 496              | Pimas (77,6 %)                                                                    |
| San Carlos Reservation, AZ                                           | 10 068            | 7 580,68                | 7 518,00                   | 62,68                     | 1,3                | 9 835              | Apaches (80,9 %)                                                                  |
| Tohono O'odham Nation Reservation and Off-Reservation Trust Land, AZ | 10 201            | 11 535,24               | 11 534,36                  | 0,88                      | 0,9                | 9 139              | Tohono O'odham (82,8 %)                                                           |
| Tonto Apache Reservation, AZ                                         | 120               | 1,50                    | 1,50                       | 0                         | 80,0               | 80                 |                                                                                   |
| Yavapai-Apache Nation Reservation, AZ                                | 718               | 2,63                    | 2,63                       | 0                         | 273,0              | 557                |                                                                                   |
| Yavapai-Prescott Reservation, AZ                                     | 192               | 5,71                    | 5,71                       | 0                         | 33,6               | 115                |                                                                                   |
| Zuni Reservation and Off-Reservation Trust Land, NM-AZ               | 0 (7 891)         | 1 879,87                | 1 876,57                   | 3,30                      | 4,2                | 0 (7 551)          | Pueblos (92,7 %)                                                                  |

En 2010, 178 131 Arizoniens résidaient dans une réserve indienne, soit 2,8 % de la population de l'État.
La réserve de la Nation navajo est la réserve indienne la plus vaste (62 564,24 km2) des États-Unis. Elle était également la plus peuplée (173 667 habitants) des États-Unis en 2010.
Les réserves indiennes de la Nation Tohono O'odham (11 535,24 km2), de San Carlos (7 580,68 km2), de Fort Apache (6 814,81 km2), de Hopi (6 560,75 km2) et de Hualapai (4 155,84 km2) sont respectivement les 3e, 10e, 11e, 12e et 19e réserves les plus vastes des États-Unis.
Les réserves indiennes de Fort Apache (13 409 habitants) et de Gila River (11 712 habitants) étaient respectivement les 13e et 15e réserves les plus peuplées des États-Unis en 2010.

## Politique
| Exécutif de l'État | Exécutif de l'État | Exécutif de l'État | Exécutif de l'État | Exécutif de l'État | Exécutif de l'État | Exécutif de l'État | Exécutif de l'État | Exécutif de l'État                     | Exécutif de l'État                     | Exécutif de l'État   | Exécutif de l'État   | Législature d'État        | Législature d'État | Congrès                   | Congrès      |
| Gouverneur         | Gouverneur         | Secrétaire d'État  | Secrétaire d'État  | Procureur général  | Procureur général  | Trésorier          | Trésorier          | Surintendant de l'Instruction publique | Surintendant de l'Instruction publique | Inspecteur des Mines | Inspecteur des Mines | Chambre des représentants | Sénat              | Chambre des représentants | Sénat        |
| ------------------ | ------------------ | ------------------ | ------------------ | ------------------ | ------------------ | ------------------ | ------------------ | -------------------------------------- | -------------------------------------- | -------------------- | -------------------- | ------------------------- | ------------------ | ------------------------- | ------------ |
|                    | Katie Hobbs (D)    |                    | Adrian Fontes (D)  |                    | Kris Mayes (D)     |                    | Kimberly Yee (R)   |                                        | Tom Horne (R)                          |                      | Paul Marsh (R)       | R : 31, D : 29            | R : 16, D : 14     | R : 6, D : 3              | D : 1, I : 1 |

L'Arizona est un État politiquement modéré de l'ouest et de tradition républicaine.

### Au niveau local
Au niveau local, la législature de l'Arizona est composée d'un Sénat de 30 élus et d'une Chambre des représentants de 60 députés, tous élus pour deux ans renouvelables. Depuis 1950, ces deux Assemblées sont dominées par le Parti républicain.
Le gouverneur de l'Arizona est élu pour quatre ans. Depuis le 2 janvier 2023, la gouverneure est la démocrate Katie Hobbs.
En 2011, le scandale lié à l'opération Fast and Furious coûta son poste au procureur général de l'Arizona, nommé en septembre 2009.

#### Législation
Depuis 2000, l'État de l'Arizona a institué après un référendum d'initiative populaire une mesure de couverture médicale minimale pour les pauvres.
En 2008, par référendum, les électeurs ont approuvé l'interdiction du mariage homosexuel dans la constitution.
Depuis 2010, une nouvelle loi qui criminalise les immigrants illégaux suscite la polémique. Le président mexicain Felipe Calderón a même pris parti contre cette loi en demandant aux ressortissants mexicains de ne pas voyager en Arizona.
En 2022, l'Arizona réactive une loi remontant au code édicté par le juge William Thompson Howell (en) en 1864, interdisant presque tous les avortements, y compris en cas de viol ou d'inceste. Ce texte, repris par une loi de 1901, est suspendu par l'arrêt Roe v. Wade de 1973 reconnaissant le droit à l'avortement partout aux États-Unis. Mais le revirement de jurisprudence de la Cour suprême en juin 2022 qui remet aux États fédéraux la compétence en matière d'avortement, a pour effet de réactiver cette législation répressive. Cependant, le 1er mai 2024, le Sénat de l'État d'Arizona vote l'abrogation du texte que la procureure générale, la démocrate Kris Mayes, avait déjà indiqué ne pas vouloir appliquer.

### Au niveau fédéral

#### Élection présidentielle
| Année | Républicain | Républicain | Démocrate | Démocrate |
| Année | %           | Voix        | %         | Voix      |
| ----- | ----------- | ----------- | --------- | --------- |
| 1960  | 55,52       | 221 241     | 44,36     | 176 781   |
| 1964  | 50,45       | 242 535     | 49,45     | 237 753   |
| 1968  | 54,78       | 266 721     | 35,02     | 170 514   |
| 1972  | 61,64       | 402 812     | 30,38     | 198 540   |
| 1976  | 56,37       | 418 642     | 39,80     | 295 602   |
| 1980  | 60,61       | 529 688     | 28,24     | 246 843   |
| 1984  | 66,42       | 681 416     | 32,54     | 333 854   |
| 1988  | 59,95       | 702 541     | 38,74     | 454 029   |
| 1992  | 38,47       | 572 086     | 36,52     | 543 050   |
| 1996  | 44,29       | 622 073     | 46,52     | 653 288   |
| 2000  | 50,95       | 781 652     | 44,67     | 685 341   |
| 2004  | 54,87       | 1 104 294   | 44,40     | 893 524   |
| 2008  | 53,60       | 1 230 111   | 45,12     | 1 034 707 |
| 2012  | 53,65       | 1 233 654   | 44,59     | 1 025 232 |
| 2016  | 48,67       | 1 252 401   | 45,13     | 1 161 167 |
| 2020  | 49,09       | 1 661 686   | 49,39     | 1 672 143 |
| 2024  | 52,05       | 1 770 242   | 46,54     | 1 582 860 |

Depuis 1952, lors des élections présidentielles, l'Arizona a constamment voté pour les candidats républicains. En 1964, l'Arizona est d'ailleurs l'un des rares États à voter pour le conservateur républicain Barry Goldwater, qui était à l'époque sénateur de cet État.
Seule exception à cette constance est l'élection présidentielle de l'année 1996, quand les électeurs placèrent le démocrate Bill Clinton en tête avec 46,52 % devant le républicain Bob Dole (44,30 %) lequel était handicapé par le bon score réalisé dans l'État par le populiste de droite Ross Perot (8 %).
En 2004, l'Arizona a voté à 54,83 % pour George W. Bush contre 44,37 % à John Kerry.
En 2008, l'Arizona a voté à 53,60 % pour John McCain, sénateur républicain de cet État, contre 45 % à Barack Obama, vainqueur au niveau national de l'élection présidentielle américaine de 2008.
En 2016, Donald Trump remporte 48,1 % des voix, contre 44,6 % pour Hillary Clinton.
En 2020, Joe Biden remporte l'État avec une faible marge de 0,3%. Il est  le premier démocrate à gagner en Arizona sans opposition tierce majeure depuis Harry Truman en 1948, la victoire de 1996 étant surtout imputable à la présence de Ross Perot.

#### Délégation au Congrès
L'Arizona est actuellement représentée par la sénatrice indépendante Kyrsten Sinema et le sénateur démocrate Mark Kelly.

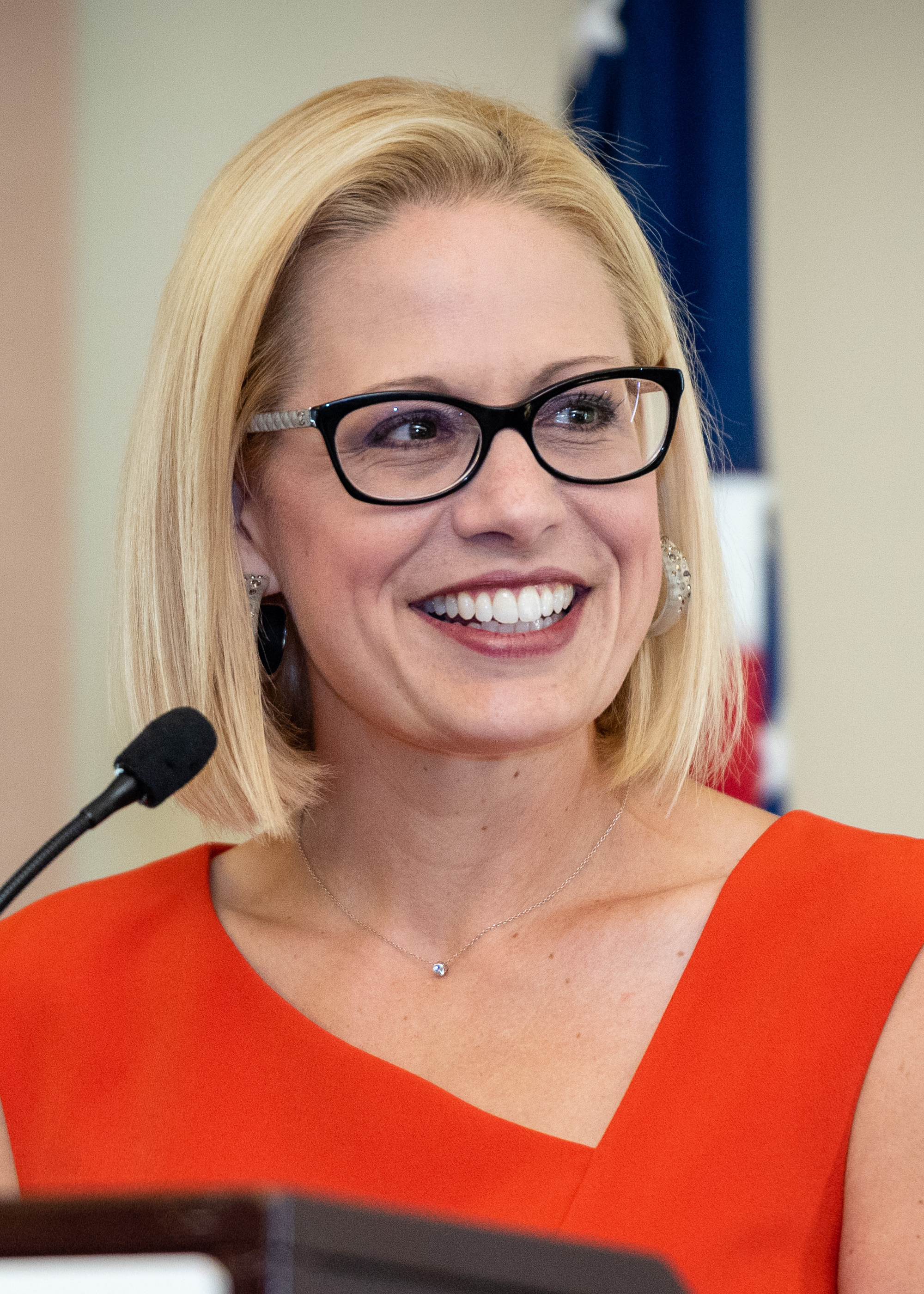
Kyrsten Sinema, sénatrice depuis 2019.
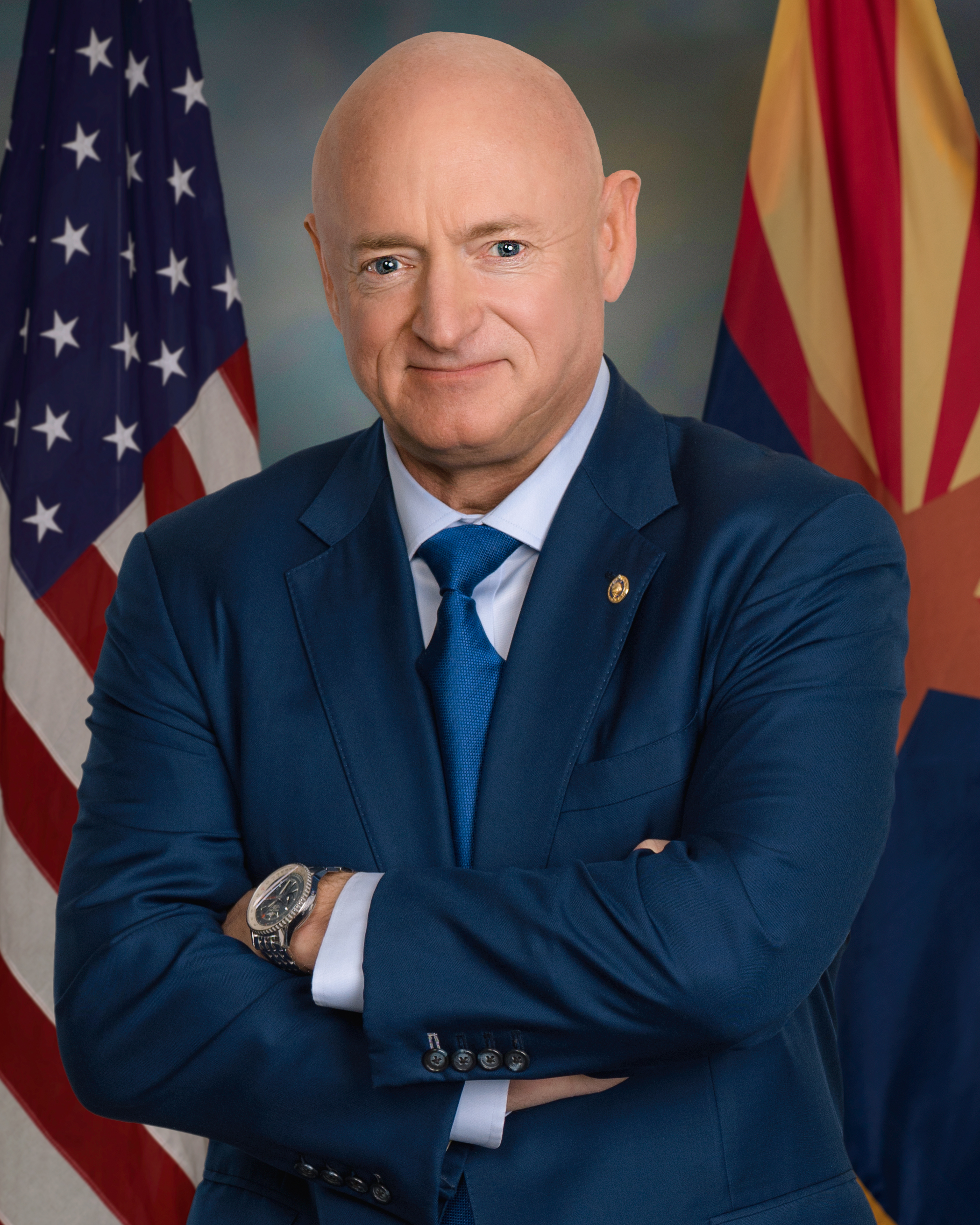
Mark Kelly, sénateur depuis 2020.

À la suite des élections de 2018, l'Arizona élit quatre républicains et cinq démocrates à la Chambre des représentants des États-Unis.

## Économie

### Tourisme
Les touristes fréquentent les nombreux parcs naturels et historiques de l'Arizona. Celui du Grand Canyon est le plus célèbre, le plus fréquenté (4,3 millions de visiteurs en 2004) et le plus étendu de tous. L'économie de l'état s'est construite sur la culture du coton. De plus, l'Arizona est un territoire riche en minéraux.
Le classement des endroits où ne pas aller, pour les préserver,, publié par le guide américain Fodor's, créé en 1949 à Paris par l'écrivain d'origine hongroise Eugene Fodor, mentionne explicitement l'Arizona dans un groupe de villes, Etats et lieux à éviter.

#### Parcs nationaux de l'Arizona
- Grand Canyon
- Petrified Forest
- Saguaro

#### Monuments nationaux de l'Arizona
- Canyon de Chelly
- Casa Grande Ruins
- Chiricahua
- Monument national Grand Canyon-Parashant
- Hohokam Pima
- Montezuma Castle
- Navajo
- Organ Pipe Cactus
- Pipe Spring
- Rainbow Bridge
- Sunset Crater Volcano
- Tonto
- Tuzigoot
- Walnut Canyon
- Wupatki

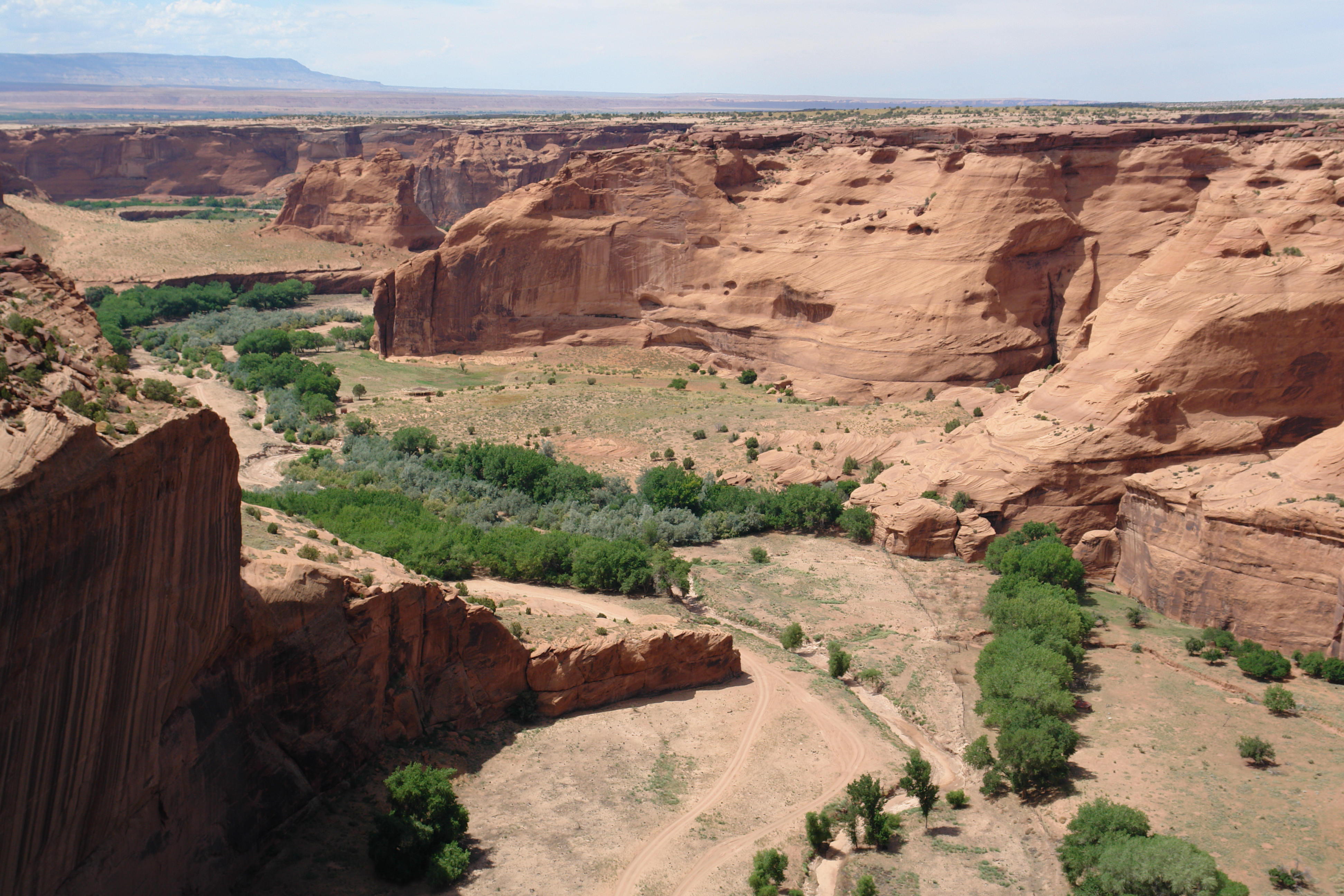
Monument national du Canyon de Chelly.
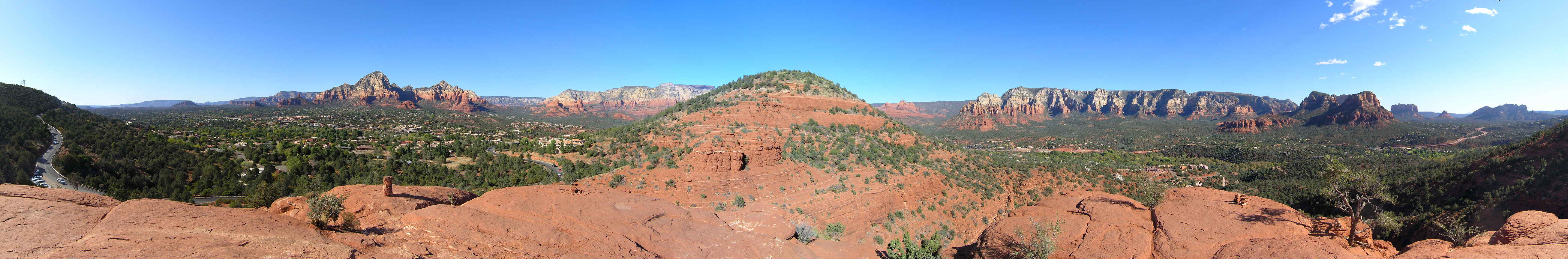
Vue panoramique sur les environs de Sedona.
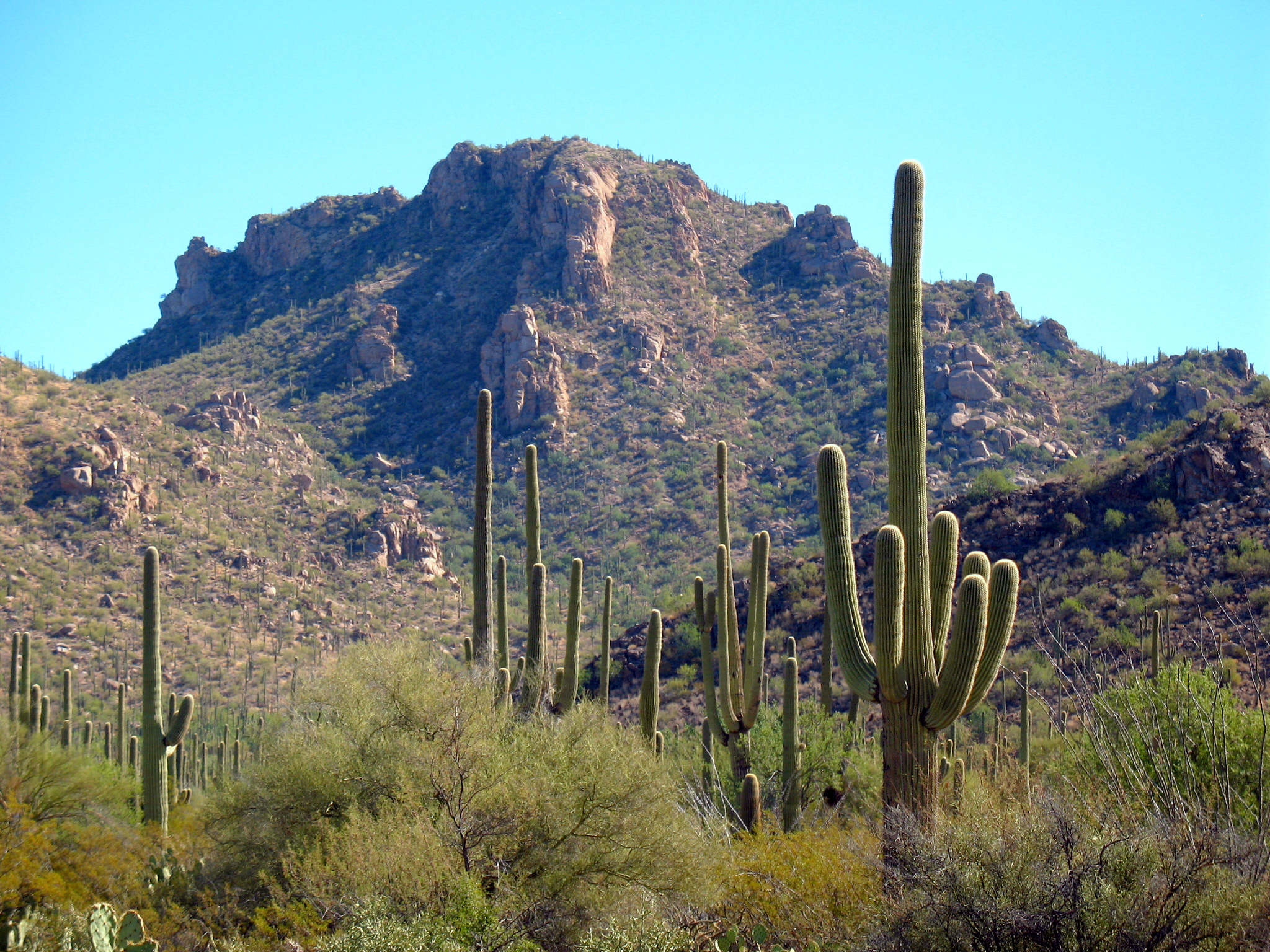
Parc national de Saguaro.
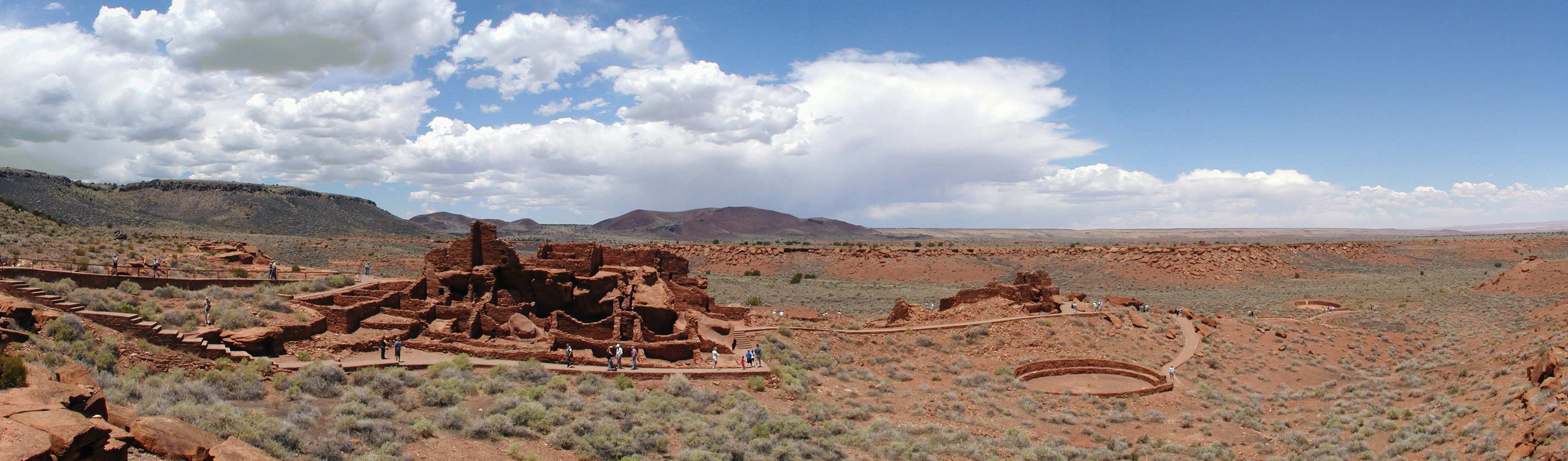
Panorama des ruines de Wupatki.
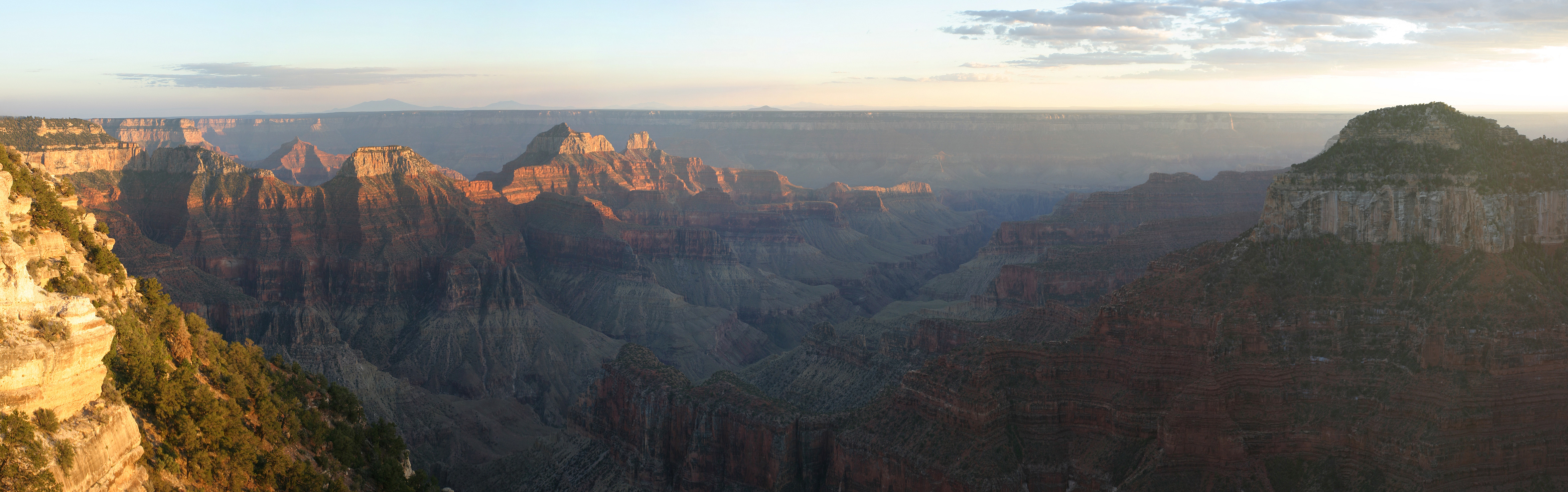
Panorama sur le Grand Canyon.
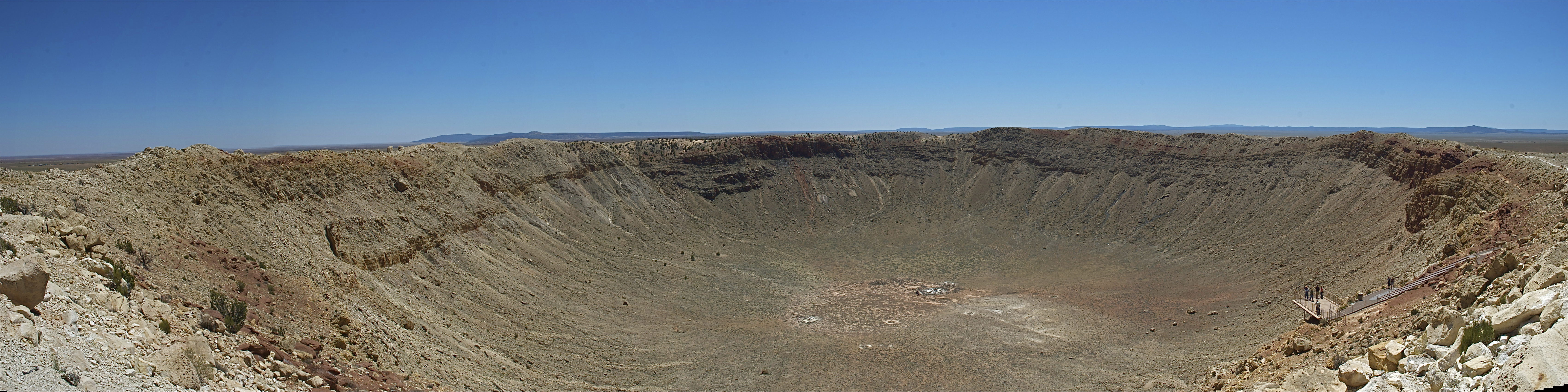
Meteor Crater.
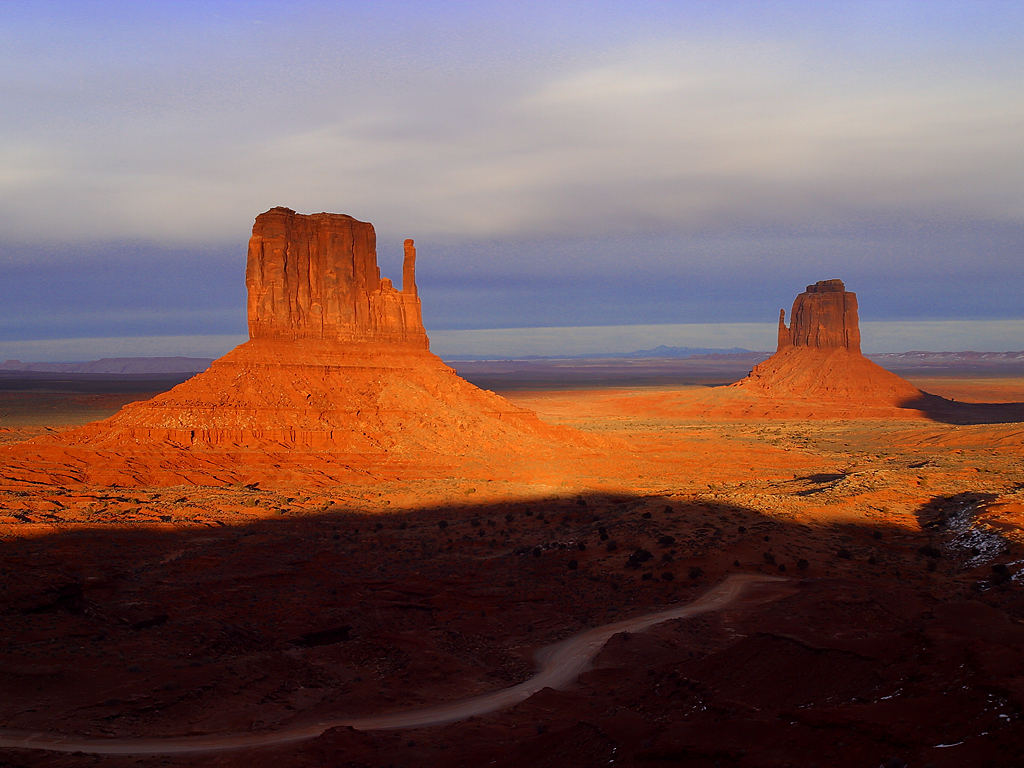
Monument Valley.
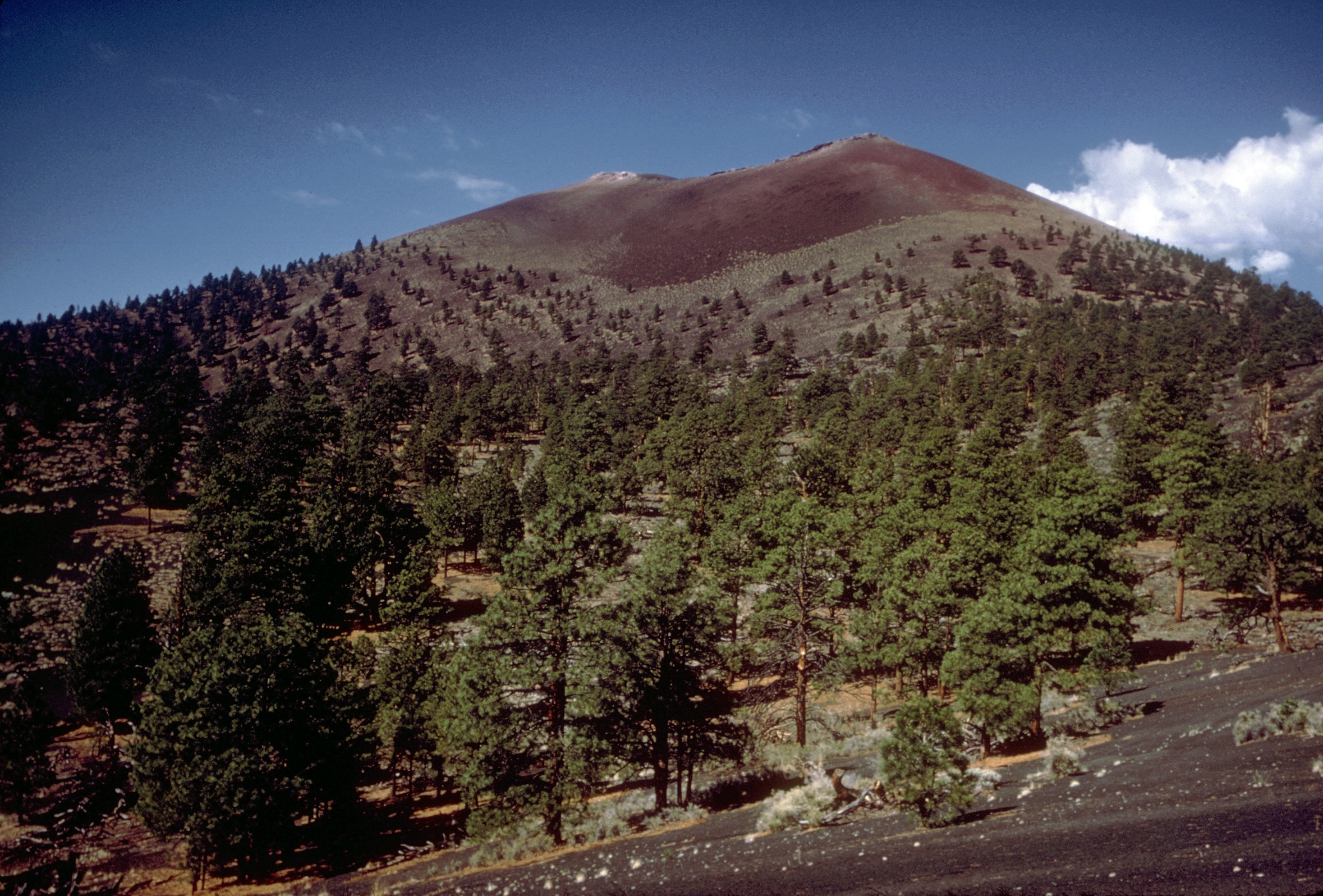
Sunset Crater Volcano.
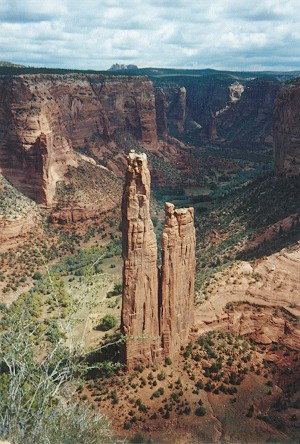
Spider Rock, dans le Canyon de Chelly.
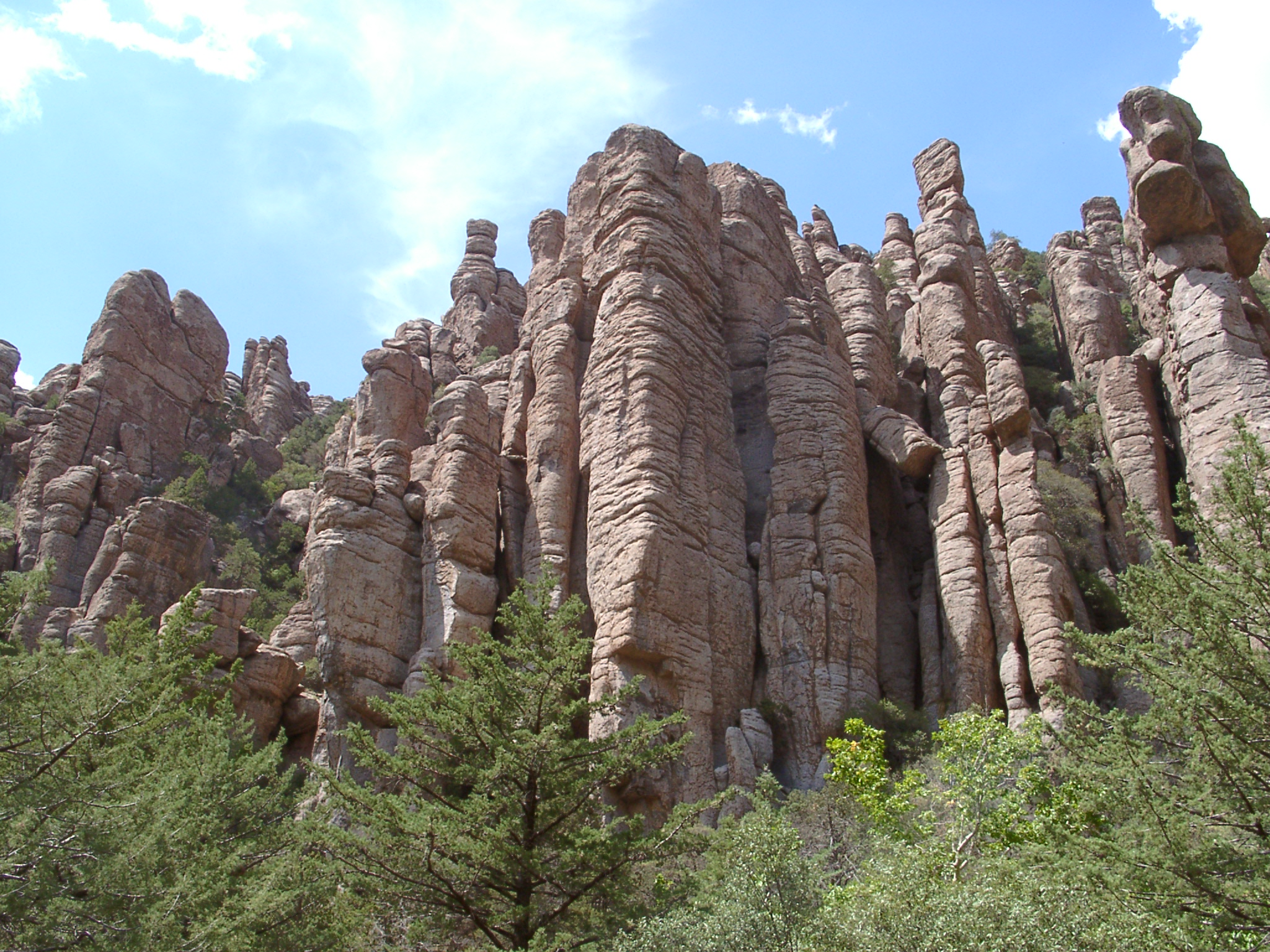
Chiricahua.
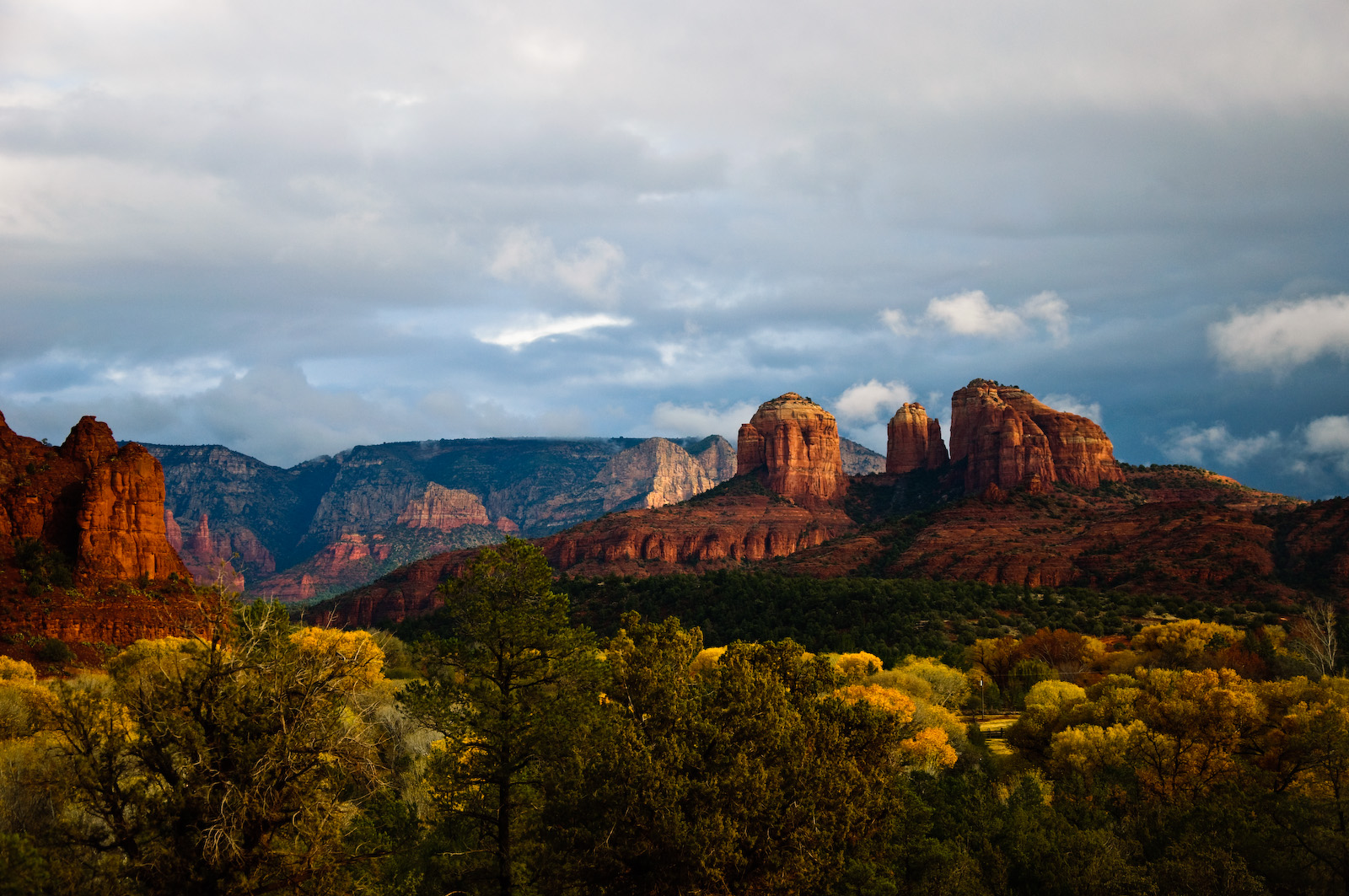
Le Red Rock State Park (en).

## Culture

### Gastronomie

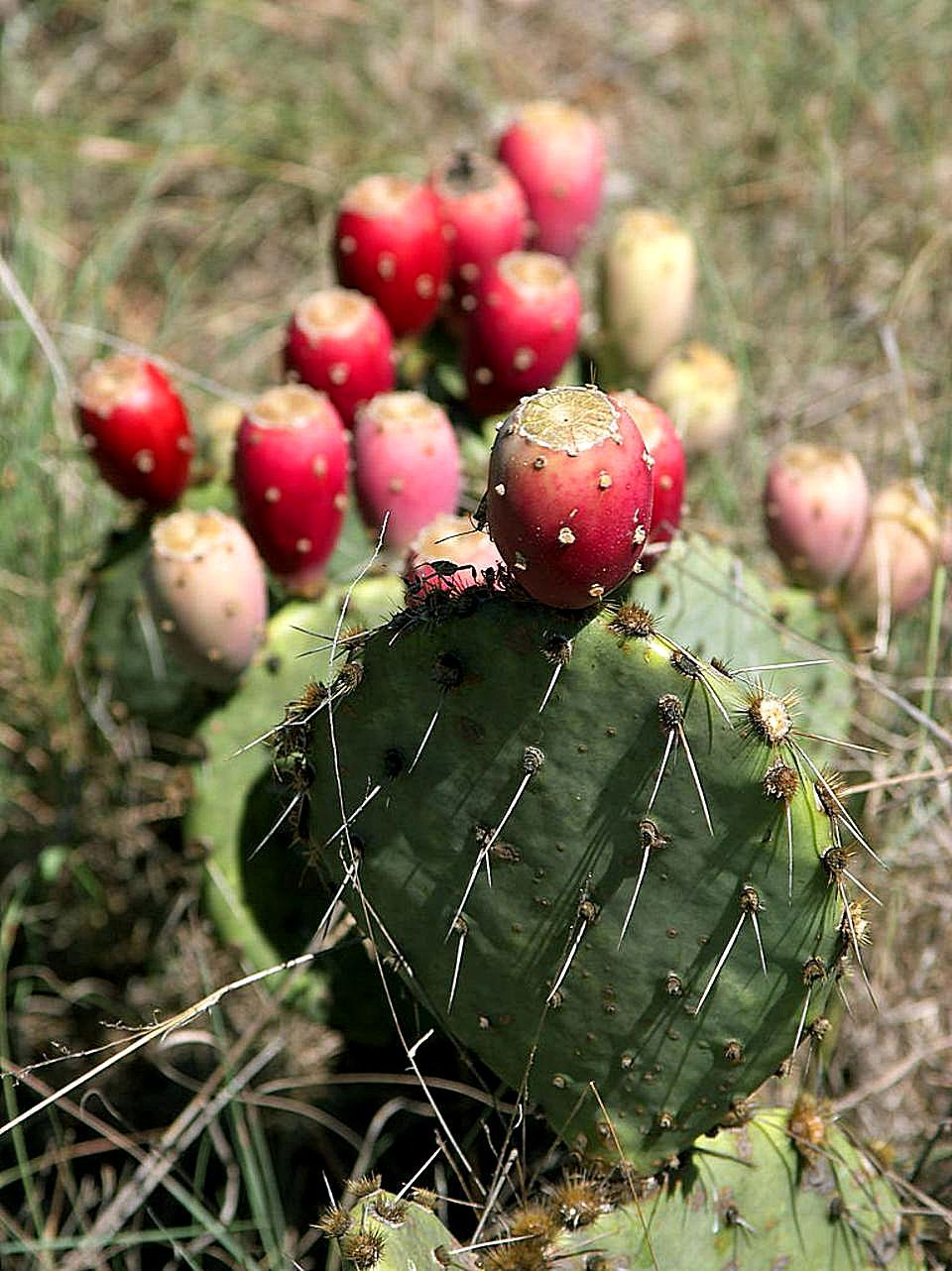
Figuier de Barbarie.

On retrouve plusieurs vignobles en Arizona. De plus on retrouve des brasseries et des pubs gastronomiques fort intéressants. On retrouve aussi des plats plus typiques comme le Navajo frybread, le chimichanga et le prickly pear (du nom anglais du Figuier de Barbarie).

### Sport
- Cardinals de l'Arizona (NFL)
- Diamondbacks de l'Arizona (MLB)
- Suns de Phoenix (NBA)
- Hotshots de l'Arizona (en) (AAF)
- Sun Devils d'Arizona State (NCAA)
- Wildcats de l'Arizona (NCAA)
- Roadrunners de Tucson

### Musique
- Blessthefall
- Sacred Reich

### Média
- Jordan Capri, model, actrice

### Éducation
Il y a deux grandes universités en Arizona : l'université de l'Arizona à Tucson et l'université d'État de l'Arizona à Tempe. De plus il y a une université régionale au nord de l'Arizona, l'université du Nord de l'Arizona à Flagstaff.